# Franciszek Ksawery Woyna
Franciszek Ksawery Woyna herbu Trąby, inne formy nazwiska: Wojna; Wojno; Woyno, (ur. 1750 w Warszawie, zm. 15 maja 1813 w Wiedniu) – generał lejtnant wojsk koronnych, adiutant króla, wicekomendant Szkoły Rycerskiej w latach 1793–1794, starosta stanisławowski, członek Zgromadzenia Przyjaciół Konstytucji Rządowej, konsyliarz Rady Nieustającej, wolnomularz, wielki namiestnik Wielkiego Wschodu Narodowego Polski w 1784. Dramatopisarz, poeta i tłumacz.

## Życiorys
Urodził się w rodzinie herbu Trąby jako cześnikowicz podlaski. Wychowanek Collegium Nobilium Scholarum Piarum (rok szkolny 1765/1766), adiutant, a od 27 września 1772 szambelan Stanisława Augusta.
Poseł na sejm 1778 roku z województwa sandomierskiego. Od 1779 dowódca nadwornego pułku 1. JKMci i Rzplitej lekkiej jazdy (ułanów królewskich), w wkrótce wicekomendant Korpusu kadetów.
1 stycznia 1780 został kawalerem Orderu Świętego Stanisława.
Generał major z roku 1781. W latach 1784–1788 komisarz Komisji Skarbu i konsyliarz Rady Nieustającej. Poseł ekstraordynaryjny Rzeczypospolitej w Wiedniu w 1792 roku.
W 1790 roku odznaczony Orderem Orła Białego.
Po zagarnięciu władzy przez targowiczan powrócił do Korpusu kadetów w Warszawie. Po wyjeździe gen. F. Moszyńskiego przejął obowiązki komendanta Korpusu w stopniu generała lejtnanta.
W 1793 roku wyjechał na stałe do Wiednia, Od 1796 tajny radca dworu i prezes Sądu Krajowego w Krakowie. Od 1797 wicekanclerz Kancelarii Obojga Galicji, od 1802 Kancelarii Nadwornej Czech, Austrii i Galicji. Pomagał polskim emigrantom i żołnierzom przedzierającym się do Legionów Polskich we Włoszech.
W 1800 został obdarzony tytułem hrabiego galicyjskiego.
Synowie służyli w wojsku austriackim i po pewnym czasie zniemczyli się.

## Twórczość
Już jako uczeń Collegium Nobilium występował w przedstawieniu szkolnym, będącym adaptacją tragedii Atalia. Jeden z ulubieńców królewskich. Zapraszany wielokroć na literackie obiady czwartkowe. W tym okresie (od około roku 1778) opiekował się w imieniu króla aktorami teatru warszawskiego, będąc jednocześnie protektorem W. Bogusławskiego. Z polecenia króla uczestniczył także w próbach teatralnych niektórych sztuk (np. Fraskatanki w roku 1782). Występował w niektórych przedstawieniach teatru de société: u Magdaleny Sapieżyny, w komedialni na Zamku (zagrał Almavivę w Weselu Figara 26 XII 1785) oraz w teatrze w Łazienkach (rola w Henryku IV na łowach 6 IX 1788).

### Utwory
1. Zmyślona niewierność. Komedia w 1 akcie z francuskiego wytłumaczona, wyst. i wydana: Warszawa 1778, wyd. bezimienne, (według N. Th. Barthé: Les Fausses infidélités; prawdopodobnie był też autorem innych sztuk teatralnych)
2. Do JMci pana Szczęsnego Oraczewskiego w dzień urodzin i imienin jego (wiersz), "Zabawy Przyjemne i Pożyteczne" 1775 t. 11, cz. 1, s. 77-78; rękopis: Biblioteka Narodowa sygn. 262 (Litteraria Stanisława Augusta)
3. Pieśń (wiersz: Niech żyje zawsze ten luby kątek...), autorstwo prawdopodobne – przypisywane także C. Czaplicowi i F. Bohomolcowi
4. Wab powszechny (replika pt. Kołek), rękopis: Biblioteka PAN Kraków sygn. 615 (pod nazwiskiem: Stanisław Woyno)
5. Choć nie znam Muz... (wiersz), rękopis: Ossolineum sygn. 3335/I, ogł. J. W. Gomulicki: Wiersz na żart, "Nowe Książki" 1959 nr 7.

J. U. Niemcewicz błędnie przypisywał mu autorstwo pieśni Kurdesz nad kurdeszami, przyznaną ostatecznie F. Bohomolcowi.

### Korespondencja
1. Korespondencja ze Stanisławem Augustem: w zbiorach z lat: 1771–1792, 1776–1792, 1780–1786, rękopisy: Biblioteka Czartoryskich sygn. 737, 730, 698; korespondencja ze Stanisławem Augustem i Departamentem Spraw Cudzoziemskich z lat 1789–1794, rękopisy: Archiwum Główne Akt Dawnych: Zbiór Popielów (nr: 90, 424), Archiwum Królestwa Polskiego; fragm. listów Woyny z roku 1791 (od 4 V do 16 XI) ogł. J. Łojek: Fragmenty relacji F. K. Woyny posła ekstraordynaryjnego Rzeczypospolitej w Wiedniu w: Rok nadziei i rok klęski, 1791-1792. Z korespondencji Stanisława Augusta z posłem polskim Augustynem Deboli wybrał i opracował... (Warszawa) 1964
2. Do I. Potockiego 8 listów w zbiorze z lat 1788–1794, rękopis: Archiwum Główne Akt Dawnych (Archiwum Wilanowskie sygn. 280) – Bilet w monosylabach pisany, rękopisy: Ossolineum sygn. 556/II, Lw. Państw. Nauk. Bibl. (Zbiory Baworowskich sygn. 937/II)
3. Do S. K. Potockiego, rękopis: Archiwum Główne Akt Dawnych (Archiwum Wilanowskie sygn. 264), fragm. listu z 30 listopada 1790 cyt. E. Kipa: Studia i szkice historyczne, Wrocław 1959, s. 42
4. Od S. Trembeckiego z 10 kwietnia 1778, wyd. J. Kott, R. Kaleta w: Trembecki: Listy t. 1, Wrocław 1954.

## Opracowania dot. twórczości Woyny
1. "Gazeta Warszawska": 1780 nr 2; 1781 nr 60
2. Tajna korespondencja z Warszawy 1792-1794 do Ignacego Potockiego: oprac. M. Rymszyna, A. Zahorski, Warszawa 1963 "Studia i Materiały z Dziejów Polski w Okresie Oświecenia" nr 4
3. "Gazeta Krakowska": 1797 nr 92
4. S. Trembecki: Listy t. 1-2, oprac. J. Kott, R. Kaleta, Wrocław 1954
5. Dictionaire biographique des hommes marquants: t. 3 (Londyn 1800), s. 512
6. (Nekrologi): "Gazeta Warszawska" 1813 nr 51; "Korespondent Warszawski" 1813 nr 56
7. W. Bogusławski: Dzieje Teatru Narodowego w: Dzieła t. 1, Warszawa 1820, s. 33; wyd. osobne Przemyśl 1884; wyd. fotoofsetowe (Warszawa 1965)
8. A. Magier: Estetyka miasta stołecznego Warszawy (ukończone około roku 1833), wyd. H. Szwankowska, komentarz historyczno-literacki oprac. J. W. Gomulicki, Wrocław 1963
9. W. Wilkoszewski: Rys historyczno-chronologiczny Towarzystwa Wolnego Mularstwa w Polsce (powst. przed rokiem 1838), wyd. z rękopisu T. Święcicki, Londyn 1968
10. J. U. Niemcewicz: Pamiętniki czasów moich (powst. w latach 1823–1838); wersję 2. wyd. K. Niemcewicz, Paryż 1848, s. 30 i wyd. następne; wersję 1. wyd. J. Dihm, t. 1-2 (Warszawa) 1957 "Biblioteka Pamiętnikarzy Polskich i Obcych".